# Sena (Ibias)
Sena ist ein Ort und gleichzeitig Namensgeber eines Parroquia in der Gemeinde Ibias der spanischen Provinz Asturien.
Das Parroquia hat eine Gesamtfläche von 32,13 km² und zählte 2011 80 Einwohner. Sena liegt auf einer Höhe von 505 m über dem Meeresspiegel mit dem Pena Rogueira, 1.961 m als höchste Erhebung, am Rio Ibias. San Antolin, der Verwaltungssitz der Gemeinde Ibias ist 18,5 km entfernt.

## Sehenswürdigkeiten
- Pfarrkirche San Agustín in Sena
- Pallozas (traditionelle Häuser) in Santiso

## Feste
- Fiesta de San Agustín am 13. November in Sena

## Dörfer und Weiler
- Barca – 6 Einwohner 2011
- Bustelin – unbewohnt 2011
- Castaosa – 19 Einwohner 2011 43° 2′ 11″ N, 6° 54′ 46″ W
- Penedela – 3 Einwohner 2011
- Riodeporcos – 6 Einwohner 2011
- Salvador – 3 Einwohner 2011
- Santiso – 10 Einwohner 2011 43° 1′ 9″ N, 6° 54′ 48″ W
- Sena – 33 Einwohner 2011 43° 2′ 58″ N, 6° 57′ 11″ W